# 變身沃買尬
《變身沃買尬》（英語：Family Switch）是2023年Netflix原創美國喜劇電影，由喬瑟夫·麥克吉帝·尼克爾執導、亞當·希特克和維多利亞·史特勞斯（Victoria Strouse）共同編劇。本電影改編自已故美國作家艾米·克勞斯·羅森塔爾於2010年出版的兒童圖畫書《Bedtime for Mommy》。領銜主演為珍妮佛·嘉納和艾德·赫姆斯，其他主演包括愛瑪·梅耶斯、布雷迪·諾恩、麗塔·莫瑞諾、馬提亞斯·史維克福等人。
電影於2023年11月30日在Netflix發布，並受到評論家的負面評價。這部電影有一個關於身體交換的情節，涉及同一家庭的多名成員。

## 演員及角色
| 演員                                           | 角色                          | 備註                                       |
| ---------------------------------------------- | ----------------------------- | ------------------------------------------ |
| 珍妮佛·嘉納 Jennifer Garner                    | 潔西·沃克 Jess Walker         | 沃克家的媽媽，與女兒西西互換身份。         |
| 艾德·赫姆斯 Ed Helms                           | 比爾·沃克 Bill Walker         | 沃克家的爸爸，與兒子懷特互換身份。         |
| 愛瑪·梅耶斯 Emma Myers                         | 西西·沃克 CC Walker           | 沃克家的大女兒，與媽媽潔西互換身份。       |
| 布雷迪·諾恩 Brady Noon                         | 懷特·沃克 Wyatt Walker        | 沃克家的二兒子，與爸爸比爾互換身份。       |
| 麗塔·莫瑞諾 Rita Moreno                        | 安潔莉卡·沃克 Angelica Walker | 占星家。                                   |
| 馬提亞斯·史維克福 Matthias Schweighöfer        | 羅爾夫 Rolf                   | 鄰居照顧沃克小兒子邁爾斯和寵物狗皮克爾斯。 |
| 巴希爾·薩拉赫丁 Bashir Salahuddin              | 莫爾森 Molson                 |                                            |
| 伊莉婭·伊索雷利斯·保利諾 Ilia Isorelýs Paulino | 卡菈 Kara                     | 潔西的同事也是她團隊的組員之一。           |
| 福瓊·邁斯特 Fortune Feimster                   | 金教練 Coach Kim              | 西西足球隊的教練。                         |
| 柔莎·羅克摩 Xosha Roquemore                    | 卡莉 Carrie                   |                                            |
| 保羅·謝爾 Paul Scheer                          | 史蒂文 Steven                 | 潔西的同事。                               |
| 金·巴赫 King Bach                              | 格倫 Glen                     |                                            |
| 皮特·福爾摩斯 Pete Holmes                      | 彼得 Peter                    |                                            |
| 娜歐蜜·艾克匹瑞根 Naomi Ekperigin              | 娜歐蜜 Naomi                  |                                            |
| 丹·芬納提 Dan Finnerty                         | 格斯 Gus                      |                                            |
| 賽勒斯·阿諾德 Cyrus Arnold                     | 亨特·德魯 Hunter Drew         |                                            |

## 製作
2021年2月，宣布珍妮佛·嘉納將主演本電影，當時的片名為《Family Leave》。2022年11月，男主角艾德·赫姆斯加入劇組，並宣布喬瑟夫·麥克吉帝·尼克爾將執導本電影。同年12月，愛瑪·梅耶斯和布雷迪·諾恩加入劇組，他們將飾演嘉納與赫姆斯的兩個孩子。
主體拍攝於2023年2月在洛杉磯進行，由馬爾克·史派克（Marc Spicer）擔任攝影師。

## 發行
《變身沃買尬》於2023年11月30日在Netflix全球同步上映。

## 評價
在評論聚合網站爛番茄上，29位評論家的評論中有41%是正面的，平均評分為4.4/10。該網站的共識是：“出色的演員陣容和一些溫暖的時刻不足以彌補《變身沃買尬》對過度使用的身體交換噱頭的缺乏想像力。”Metacritic根據8位影評人的評分，採用加權平均分，給這部電影打出了37分（滿分100分），表示「普遍不利」的評論。在Metacritic上，8位影評人共給予了37分的分數（滿分100分），這部電影獲得了「普遍負面評價」。
《Variety》的歐文·格萊伯曼（Owen Gleiberman）寫到：「《變身沃買尬》有一些有趣的東西，但大多數時候你想把它換成一部更好的電影」。《好萊塢報導》的安吉·漢（Angie Han）表示：「這部互換身體的喜劇並不好，因為它完全無害。它的人物以最廣泛的筆觸描繪出來，情節點沿著可預測的節奏展開，但如果你只是想填補你的假期計劃中電影般的空白，這可能就足夠了。

## 外部連結
- 在Netflix上觀看《變身沃買尬》
- 互联网电影数据库（IMDb）上《變身沃買尬》的资料（英文）
- 豆瓣电影上《變身沃買尬》的資料 （简体中文）